# Adolfo Corsi
Adolfo Corsi (datas desconhecidas) foi um ciclista italiano que correu profissionalmente de 1927 a 1929. Ele competiu e terminou em quarto lugar na prova de tandem nos Jogos Olímpicos de Amsterdã 1928.